# Music for Airports (Ambient 1)
Az 1978-as Music for Airports (Ambient 1) Brian Eno nagylemeze, első tagja Eno Ambient sorozatának. Szerepel az 1001 lemez, amit hallanod kell, mielőtt meghalsz című könyvben.

## Az album dalai
|    | Cím | Szerző(k)                             | Felvételek               | Hossz |
| -- | --- | ------------------------------------- | ------------------------ | ----- |
| 1. | 1/1 | Brian Eno, Robert Wyatt, Rhett Davies | London                   | 16:30 |
| 2. | 2/1 | Brian Eno                             | London                   | 8:20  |
| 3. | 1/2 | Brian Eno                             | London                   | 11:30 |
| 4. | 2/2 | Brian Eno                             | Plank's Studios, Cologne | 6:00  |

A dalok címei elhelyezésükre utal: első dal az első oldalon stb. A CD-kiadáson minden dal után 30 másodperces szünet szerepel. A borító hátoldalán négy grafikus ábrázolás látható, minden dalra egy.

## Közreműködők
- Brian Eno – szintetizátor (1/1, 1/2 és 2/2), zongora (1/1), gitár, basszusgitár
- Christa Fast, Christine Gomez, Inge Zeininger – ének
- Robert Wyatt – akusztikus zongora

### Produkció
- Brian Eno – borító, producer, hangmérnök
- Dave Hutchins – hangmérnök (2/1, 1/2)
- Conny Plank – hangmérnök (2/2)
- Rhett Davies – hangmérnök (1/1)

## Fordítás
Ez a szócikk részben vagy egészben az Ambient 1: Music for Airports című angol Wikipédia-szócikk ezen változatának fordításán alapul.  Az eredeti cikk szerkesztőit annak laptörténete sorolja fel. Ez a jelzés csupán a megfogalmazás eredetét és a szerzői jogokat jelzi, nem szolgál a cikkben szereplő információk forrásmegjelöléseként.